# Warren C. Dickerson
Warren C. Dickerson (1853-¿?) fue un arquitecto estadounidense que trabajó en El Bronx a principios del siglo XX.
Warren Dickerson nació en 1853 en Long Island, Nueva York; asistió a Cooper Union y tuvo tutores privados. Inició la práctica privada el 15 de noviembre de 1893 cuando abrió una oficina en la ciudad de Nueva York. Posteriormente abrió consultorios en San Diego y San Francisco, pero regresó a Nueva York en 1893. Ha sido descrito como «uno de los arquitectos más destacados de la ciudad»; en 1898 su práctica recaudó $2 500 000 (equivalente a $92000000 actualmente). Su trabajo se realizó principalmente en casas y apartamentos de alta gama, y se dice que «Probablemente ningún arquitecto en Nueva York tenga una práctica más amplia en esta línea de edificios que el Sr. Dickerson». Dickerson fue señalado por la Comisión para la Preservación de Monumentos Históricos de Nueva York como «responsable de muchas de las mejores casas en hilera erigidas en la década de 1890 y los primeros años del siglo XX en el Bronx».
Dickerson es conocido por haber diseñado muchas de las casas en varios distritos históricos del barrio de El Bronx en Nueva York. El distrito histórico de Longwood (en el Registro Nacional de Lugares Históricos) incluye una fila de sus casas adosadas emparejadas de estilo neorrenacentista y neorrománico en Beck Street. Las características importantes incluyen «ventanas saledizas, ventanas arqueadas, techos puntiagudos y puertas de hierro ornamentales», y los edificios se describen como «algunos de los mejores ejemplos de arquitectura de principios del siglo XX que transformaron el Bronx en una extensión urbana de Manhattan». El distrito histórico de Clay Avenue incluye veintiocho casas adosadas que, como las de Longwood, presentaban características neorrenacentistas y renacentistas románicas. También trabajó en lo que hoy es el distrito histórico de Mott Haven. En 1900, Dickerson trazó planos para once casas cerca de Valentine Avenue y 181st Street; Se estimó que se venderían por 3000 dólares (equivalente a 110000 dólares actualmente) cada uno.
La firma de Dickerson también generó otros arquitectos destacados. Frank L. Landsiedel, el dibujante principal de Dickerson, se asoció con Fred W. Moore en 1900. Moore & Landsiedel tenía oficinas tanto en Manhattan como en el Bronx, y era conocido por tres edificios de apartamentos en lo que ahora es el distrito histórico de Morningside Heights en Manhattan.